# Molières (Dordogne)
Molières ist eine französische Gemeinde mit 352 Einwohnern (Stand 1. Januar 2022) im Département Dordogne in der Nähe von Cadouin in der Region Nouvelle-Aquitaine.
Molières ist die kleinste Bastide in der Region und wurde 1284 von Jean de Grailly im Auftrag des englischen Königs Edward I. mit Royal Charter vom 27. November 1285 gegründet. Der der Ortschaft verliehene Status wurde von den französischen Königen Franz I. und Heinrich II. im Oktober 1533 und im Mai 1551 bestätigt. 
Die Arkaden des Maison du Bayle befinden sich an dem Platz in der Ortsmitte. Die Kirche in der Hauptstraße zeigt den typisch englischen Stil der Plantagenet-Gotik. Auf der gegenüberliegenden Seite des Ortes befinden sich die Ruinen des Château de Molières mit einem Donjon. Die im Jahr 1316 von Ghilem Toulouse, Seneschall des Périgord, errichtete Feste bot offensichtlich kaum Schutz. Molières wurde im Hundertjährigen Krieg verwüstet, wieder aufgebaut und während der Religionskriege erneut zerstört. Eine Legende erzählt, dass Bertrand du Guesclin bei seiner Rückkehr aus Spanien die legitime Ehefrau des Königs von Kastilien, Blanche von Bourbon, mitbrachte. Er hatte sie vor ihrem Ehemann, Peter I., dem Grausamen, gerettet, der sie verhaften lassen wollte, um mit seiner Geliebten zusammenleben zu können. Ob sich die Königin tatsächlich hier aufgehalten hat, ist nicht bekannt. Die Burg wurde im Volksmund Château de la Reine Blanche genannt.
Schon 1272 hatte Guillaume de Biron, Seigneur von Montferrand-du-Périgord, in dem Kirchspiel Saint-Jean-de-Molières Land gestiftet, um eine Bastide zu errichten. Diese Gemeinde ist in einem die Abtei Cadouin betreffenden Dokument von 1115 erwähnt. Jedoch zeugt nur noch ein Saint-Jean genannter Platz nahe dem Friedhof im Norden des Ortes von dieser primitiven ersten Siedlung.
Mitte des 19. Jahrhunderts durchgeführte archäologische Grabungen haben einige gallo-römische Fundstücke zutage gefördert, darunter einen römischen Aureus aus der Zeit Neros. Außerdem gibt es um den Ort herum Wege und Straßen, die schon im Altertum benutzt bzw. von den Römern angelegt wurden.

## Bevölkerungsentwicklung
Auf der Basis des Steuerregisters von 1365 wird die spätmittelalterliche Bevölkerung auf ungefähr 1200 Einwohner geschätzt.
| Jahr                       | 1962 | 1968 | 1975 | 1982 | 1990 | 1999 | 2009 | 2016 |
| Einwohner                  | 358  | 347  | 283  | 294  | 315  | 292  | 319  | 327  |
| Quellen: Cassini und INSEE |      |      |      |      |      |      |      |      |